# Norman Garwood
Norman Garwood (Birmingham, 8 gennaio 1946 – 13 aprile 2019) è stato uno scenografo britannico.
È stato candidato tre volte all'Oscar alla migliore scenografia: nel 1986 per Brazil, nel 1990 per Glory - Uomini di gloria e nel 1992 per Hook - Capitan Uncino.

## Filmografia
- Bullshot, regia di Dick Clement (1983)
- Acqua in bocca (Water), regia di Dick Clement (1985)
- Brazil, regia di Terry Gilliam (1985)
- Shadey, regia di Philip Saville (1985)
- Link, regia di Richard Franklin (1986)
- La storia fantastica, regia di Rob Reiner (1987)
- Glory - Uomini di gloria (Glory), regia di Edward Zwick (1989)
- Misery non deve morire (Misery), regia di Rob Reiner (1990)
- Hook - Capitan Uncino, regia di Steven Spielberg (1991)
- Le cinque vite di Hector (Being Human), regia di Bill Forsyth (1994)
- Corsari (Cutthroat Island), regia di Renny Harlin (1995)
- Padrona del suo destino (Dangerous Beauty), regia di Marshall Herskovitz (1998)
- Lost in Space - Perduti nello spazio (Lost in Space), regia di Stephen Hopkins (1998)
- Entrapment, regia di Jon Amiel (1999)
- Rollerball, regia di John McTiernan (2002)
- Tu chiamami Peter (The Life and Death of Peter Sellers), regia di Stephen Hopkins (2004)
- Ella Enchanted - Il magico mondo di Ella (Ella Enchanted), regia di Tommy O'Haver (2004)
- Basic Instinct 2, regia di Michael Caton-Jones (2006)
- Pirati! Briganti da strapazzo (The Pirates! In an Adventure with Scientists!), regia di Peter Lord e Jeff Newitt (2012)